# Berkenopslagvouwmot
De berkenopslagvouwmot (Phyllonorycter anderidae) is een vlinder uit de familie mineermotten (Gracillariidae). De wetenschappelijke naam is voor het eerst geldig gepubliceerd in 1885 door W. Fletcher.
De soort komt voor in Europa.